# 中岡英隆
中岡 英隆（なかおか ひでたか、1949年 - ）は、多摩大学大学院経営情報学研究科客員教授、首都大学東京戦略研究センター・大学院社会科学研究科経営学専攻教授、中央大学ビジネススクール兼任講師。

## 経歴
1974年に東京大学理学部物理学科を卒業、2008年に大学院ビジネス科学研究科博士後期課程を修了（博士（経営学））。伊藤忠商事で資源開発、石油トレード、先物取引など、エネルギー全般に亘る実務及び経営に従事。エネルギー開発部長、伊藤忠石油開発取締役（CIOおよびCCO）、ラスラファンLNG取締役、日本サハリンパイプライン調査企画取締役、原燃輸送取締役、カタール・ジョイント・ファイナンス代表取締役社長、アイティーシー・エルエヌジー・サービス代表取締役社長などを歴任。

## 著書
- リアルオプションと投資戦略（共著）朝倉書店